# Alphonse Antonio de Sarasa

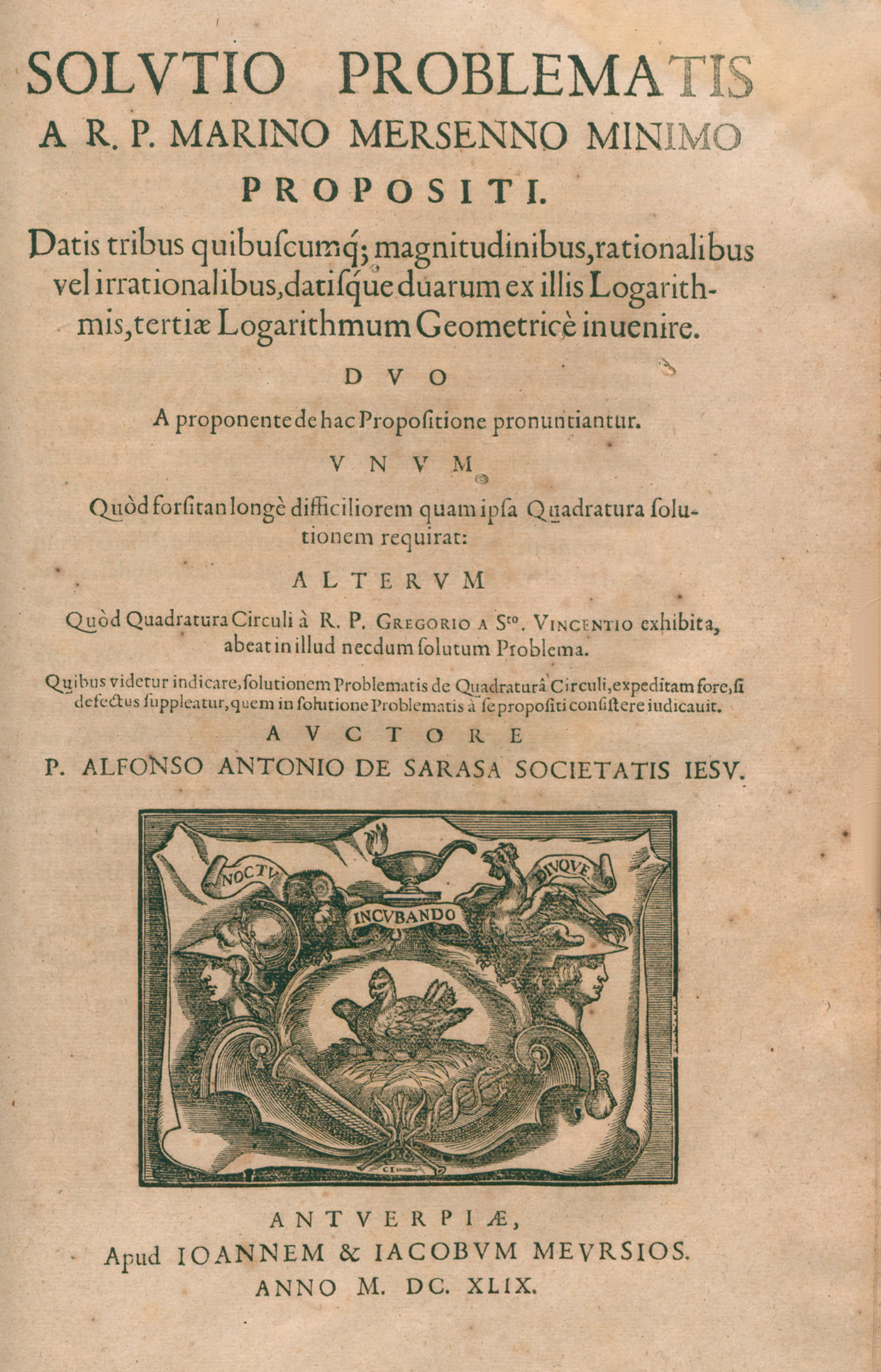
Solutio problematis a R. P. Marino Mersenno minimo propositi, 1649

Alphonse Antonio de Sarasa (* 1618 in Nieuwpoort; † 1667 in Brüssel) war ein flämischer Mathematiker. Er gilt als Entdecker des natürlichen Logarithmus; Diese Entdeckung wird auch dem flämischen Jesuiten Grégoire de Saint-Vincent zugeschrieben, dessen Schüler und späterer Kollege er war. De Sarasa publizierte unter anderem ars semper gaudendi („Die Kunst, sich immer zu freuen“).

## Leben und Werk
Sarasa stammte aus einer spanischen Familie und wirkte als Prediger in Anvers und in Brüssel. Bekannt wurde er durch sein Buch Ars semper gaudendi, das eine der Quellen für die Essais de Théodicée sur la bonté de Dieu, la liberté de l’homme et l’origine du mal von Gottfried Wilhelm Leibniz darstellt. Zu den Lesern von Sarasa gehörten auch Barthold Heinrich Brockes, Christian Wolff, Erhard Weigel und Jean Paul. Wolff schwärmte vom „egregium opus“. Unter dem Titel Die Kunst, sich immer zu freuen und stets vergnügt zu seyn erschien 1748 in Jena in zwei Bänden eine deutsche Übersetzung von Johann Christian Fischer (1712–1793). Unter dem Titel Die Kunst in allen Vorfällen des menschlichen Lebens stets vergnügt zu seyn erschien 1776 in Augsburg eine weitere deutsche Übersetzung. Auch Übersetzungen ins Italienische (Rom 1836, Übersetzer ist Antonio Bresciani SJ), Französische (L’art de se tranquilliser dans tous les événemens de la vie, vier Auflagen) und Englische (Compendium of the art of always rejoicing, London 1872, mit einem Vorwort von Thomas Meyrick SJ) liegen vor. Unter dem Titel Náchin vu vszèh sivlènya dogodyajih vszigdar zadovolynomu biti (Die Weise, in allen Lebensfällen immer zufrieden zu sein) veröffentlichte der kroatische Priester Ignjat Kristijanović (1796–1884) 1826 eine Übersetzung des Werkes ins Kroatische. Johann Christian Fischer verfasste auch einen lateinischen Kommentar zu Ars semper gaudendi (Jena 1740).

## Bibliografie
- Alphonse Antonio de Sarasa: Solutio problematis a R. P. Marino Mersenno Minimo propositi, Antwerpen, Meursii 1649.